# Hug de Vermandois
Hug de Vermandois (francès: Hugues Ier de Vermandois)  (1057 - Tars, 18 d'octubre de 1101) Hug I de Vermandois, anomenat Magnus o el Gran, fou ser el primer comte de Vermandois de la Casa dels Capets. És conegut principalment per ser un dels líders de la Primera Croada. El seu sobrenom Magnus (més gran o vell) és probablement una mala traducció al llatí medieval d'un sobrenom del francès antic, le Maisné, que significa "el més jove", fent referència a Hugh, com a germà petit del rei Felip I de França.
Era el fill menor d'Enric I de França i la princesa rusa Anna de Kíev, i germà menor de Felip I de França. Fou comte de Vermandois per dret propi, si bé no va dur a terme cap fita com a governant ni com a militar. En realitat, Steven Runciman afirma que el seu sobrenom Magnus, que Guillem de Tir utilitza per fer referència a ell, en realitat és un error del copista, i que hauria de ser Minus (el menor), fent referència al fet que era el germà menor del rei de França.
A principis de 1096, Hug i Felip van començar  a debatre sobre la Primera Croada després que les notícies del Concili de Clermont els arribessin a París. Tot i que Felip no va poder participar-hi. , ja que havia estat excomunicat, Es deia que Hugh va ser influenciat per unir-se a la croada després d'un eclipsi de lluna l'11 de febrer de 1096. A finals d'agost de 1096, Hug i el seu Exèrcit croat van abandonar França i van viatjar pels Alps i Roma fins a Bari (Pulla), on creuaria el mar Adriàtic al territori de l'Imperi Romà d'Orient, a diferència de la majoria dels croats que viatjaven per terra.

La seva armada possiblement estava comandada per Arnout II, comte d'Aarschot. Segons la crònica d'Anna Comnena, l'Alexíada, Hug va enviar un missatge (que ella va dir absurd) al seu pare, l'emperador romà d'Orient Aleix I Comnè, exigint una benvinguda adequada:
| « | Sàpiga, emperador, que sóc el rei dels reis, el més gran de tots sota el cel. És oportú que em rebin a la meva arribada i em rebin amb la pompa i la cerimònia adequades al meu noble naixement. | » |

Escut d'armes del Comtat de Vermandois.